# 應龍廖公家塾

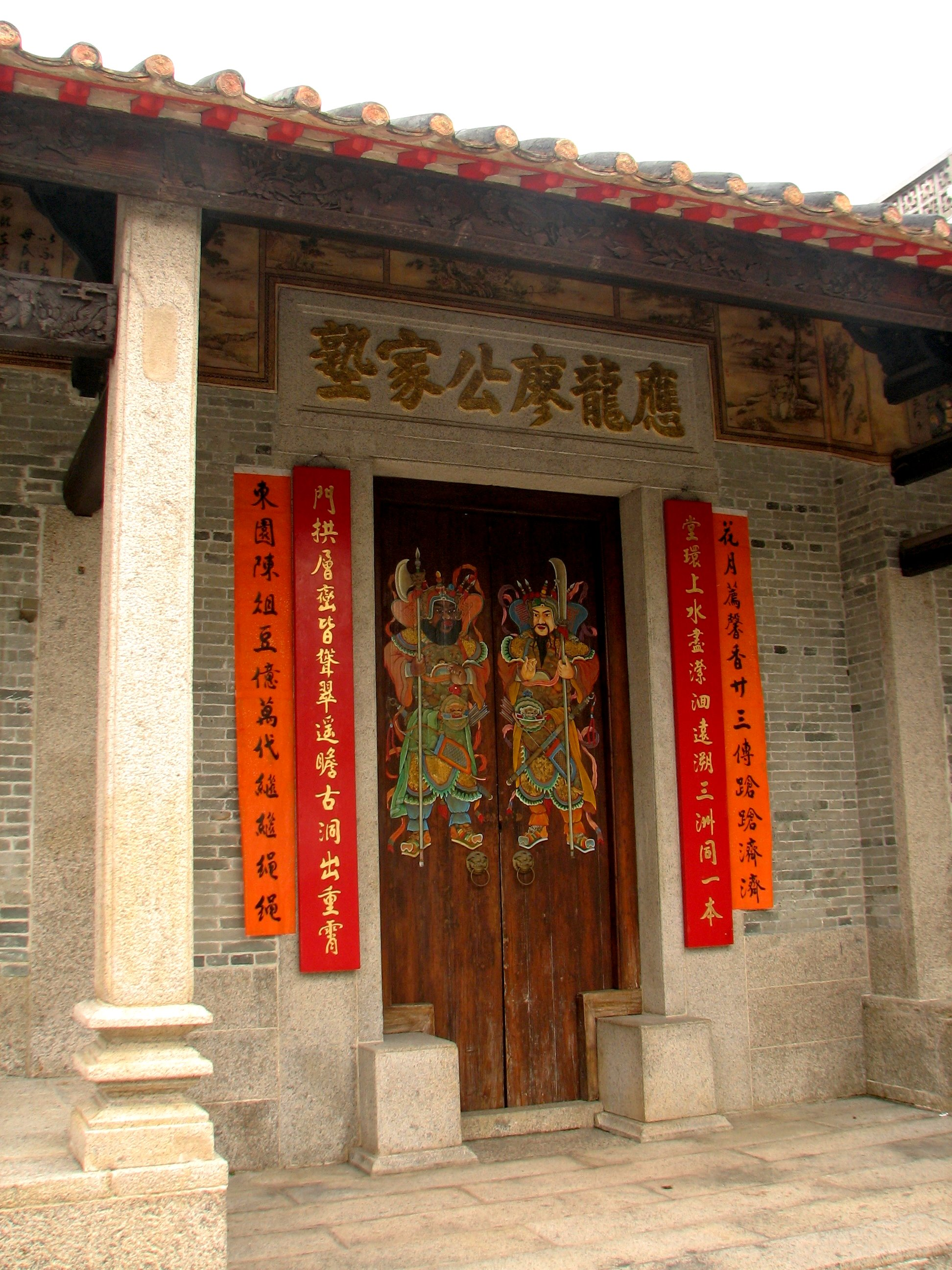
應龍廖公家塾

應龍廖公家墊又名顯承堂，位於香港新界上水圍莆上村。書室建於1838年(清朝道光年間)，由居於上水鄉的廖氏第四代廖應龍興建。書室最初主要用作「卜卜齋」教授兒童中國傳統典籍，並派出學生參與科舉考試，多人成功考獲舉人或貢人。家墊在1965年改建為幼稚園，一直營辦至1988年。墊內有一個名為「配賢」的祭壇，專門表揚在科舉考試中成績彪炳的祖先。另外村民以往亦會在這裡舉行春祭、慶祝壽辰和婚事。應龍廖公家墊修復工程更榮獲2006年聯合國教科文組織亞太區文物古蹟保護獎嘉許獎。
現時應龍廖公家墊已被古物古蹟辦事處列為一級歷史建築。